# ريتشارد مارشال (عسكري)
ريتشارد مارشال (بالإنجليزية: Richard Marshall)‏ هو عسكري أمريكي، ولد في 16 يونيو 1895 في Markham, Fauquier County, Virginia ‏ في الولايات المتحدة، وتوفي في 3 أغسطس 1973 في فورت لودرديل في الولايات المتحدة.